# Derambila infelix
Derambila infelix là một loài bướm đêm trong họ Geometridae.